# 僕のピアノコンチェルト
『僕のピアノコンチェルト』（ぼくのピアノコンチェルト、原題：Vitus）は、2006年2月2日にスイスより公開された映画。ピアノと数学などに才能を発揮する天才少年の孤立と心の成長を描いた物語。フレディ・M・ムーラー監督、テオ・ゲオルギュー主演。
日本では2007年11月3日より東京・銀座テアトルシネマほかにて全国順次劇場公開された。映画の公開を記念して、同年8月30日より公開記念コンサートも開催されている。また、2008年5月21日にポニーキャニオンよりDVD（PCBG-51110）が発売されている。「テオ・ゲオルギュー - オーディションシーン」、「未公開シーン集」、「予告編」、「監督&テオ・ゲオルギュー - 来日時スペシャル・インタビュー」など21分の映像特典を収録している。

## ストーリー
主人公は幼くしてピアノを弾きこなし、12歳で飛び級して高校になる天才児。親の期待を背負い、周囲になじめない彼は、ふとあることを思いつく。
高い知能指数を持つ天才児の主人公が、彼に期待する両親や、彼の良き理解者である祖父などとの関係を通して、自らの歩むべき道を見出すという成長物語である。天才児の孤独をユーモラスに描いている。

## キャスト
| 役名                                 | 俳優                     | 日本語版吹き替え |
| ------------------------------------ | ------------------------ | ---------------- |
| ヴィトス・フォン・ホルツェン（12歳） | テオ・ゲオルギュー       | 大久保祥太郎     |
| 祖父                                 | ブルーノ・ガンツ         | 前田昌明         |
| ヘレン・フォン・ホルツェン           | ジュリカ・ジェンキンス   | 唐沢潤           |
| ヴィトス・フォン・ホルツェン（6歳）  | ファブリツィオ・ボルサニ | 田川颯眞         |
| レオ・フォン・ホルツェン             | ウルス・ユッカー         | 関俊彦           |

## スタッフ
- 監督：フレディ・M・ムーラー
- 製作：クリスティアン・ダヴィ、クリストフ・ネーラッハー、フレディ・M・ムーラー
- 脚本：ペーター・ルイジ、フレディ・M・ムーラー、ルカス・B・スッター
- 撮影：ピオ・コラッディ
- プロダクションデザイン：ズザーヌ・ヤオッホ
- 衣装デザイン：ザビーヌ・ムーラー
- 編集：ミリアム・フルーリー
- 音楽：マリオ・ベレッタ
- 日本語版翻訳：古田由紀子

## 受賞ほか
- 2006年 - 第79回アカデミー賞 外国語映画賞スイス代表作品
- 2006年 - 第56回ベルリン国際映画祭 特別上映作品
- 2006年 - 第1回ローマ国際映画祭 観客賞受賞
- 2006年 - シカゴ国際映画祭 観客賞受賞
- 2006年 - AFI Fest 観客賞受賞
- 2007年 - ストラスブルク映画祭 観客賞受賞
- 2007年 - スイス映画祭 最優秀作品賞受賞